# 陈宝骅

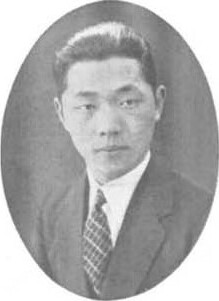
陳寶驊

陈宝骅（1907年—1975年，又名陈祖與、陈肖赐）浙江省吴兴（现湖州市）人。中国国民党高级党务干部，曾任上海市党部书记长；中统高级情报干部，少将军衔；《中央日报》总经理。

## 生平
父亲陈其大。母亲嵇氏是国民党抗日地下情报人士嵇希宗的父亲的姐姐。哥哥是总统府第六局中将局长陈希曾。陈其美之侄。与陈果夫（陈祖焘）、陈立夫（陈祖燕）是隔房堂兄弟。祖父陈延隅（容生）同陈立夫的祖父陈延祐（长生）是兄弟。
上海法学院政治系毕业（与朱学范是同学关系）。早年参加北伐战争，任国民革命军总司令部政治部科员、国民革命军第一军政治部宣传科长（政治部主任周恩来）、国民政府军事委员会调查统计局驻沪办事处主任。（当时的军委会调查统计局局长为陈立夫，下设三处，第一处为中统前身，处长徐恩曾；第二处为军统前身，处长戴笠，驻沪办事处当时直属陈立夫领导。）、《中央日报》总经理等。曾留学英国伦敦经济学院，回国后任教育部专员、战区学生指导委员会主任、上海市地政局副局长、国民党上海市党部常务委员。第二次国共合作初期，陈宝驊奉上级指示同中共方面代表潘汉年有了秘密接触并建立起了联络关系。
抗日战争时期以新生命书局总经理的身份在上海潜伏活动。吸收著名抗日女英雄郑苹如加入中统。曾布置行动行刺汉奸头目丁默村。雖丁默村逃脫，卻已予敵占區日偽恐怖勢力以一定的打擊與震懾，並大快人心。此刺殺也導致了丁默村以後的行動有所收斂，最後走上戴罪立功，配合重慶的道路。
刺丁失败後曾命嵇希宗通知并协助郑苹如立即逃脱未果。（见《乌有之乡》：郑苹如妹妹的述说）
奉命策反周佛海，1940年向周佛海传递重庆方面指示 “暗中布置，伺机除去汪精卫”，周佛海从1940年底起即暗中向重庆方面靠拢。周佛海还同章正范一起商定今后如何同陈宝骅联系接洽事宜。1942年周佛海正式向重庆国民政府秘密投诚自首 “戴罪立功”。 
抗战胜利后任中国国民党上海市党部书记长。被國民政府受勳。少將軍銜。 
1949年上海临解放前夕，陈宝骅听从了潘汉年的劝告，留在了上海。1955年潘汉年事件发生后，陈宝骅被牵连入狱近20年，1975年初病重被释放回家。于1975年11月中旬在上海家中去世。“四人帮”被粉碎后，随着潘汉年平反昭雪，陈宝骅也被中华人民共和国最高人民法院宣告无罪，彻底平反，恢复名誉。